# Linia kolejowa Domažlice – Planá u Mariánských Lázní
Linia kolejowa Domažlice – Planá u Mariánských Lázní (Linia kolejowa nr 184 (Czechy)) – jednotorowa, regionalna i niezelektryfikowana linia kolejowa w Czechach. Łączy stację Domažlice i Planá u Mariánských Lázní. Przebiega w całości przez terytorium kraju pilzneńskiego.